# قابس
قابس (به عربی: قابس) شهری در استان قابس کشور تونس است که جمعیت آن در سرشماری سال ۲۰۰۴ میلادی ۱۱۶٫۳۲۳ نفر بوده‌است.

## نگارخانه

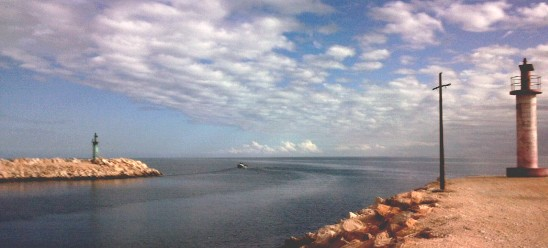
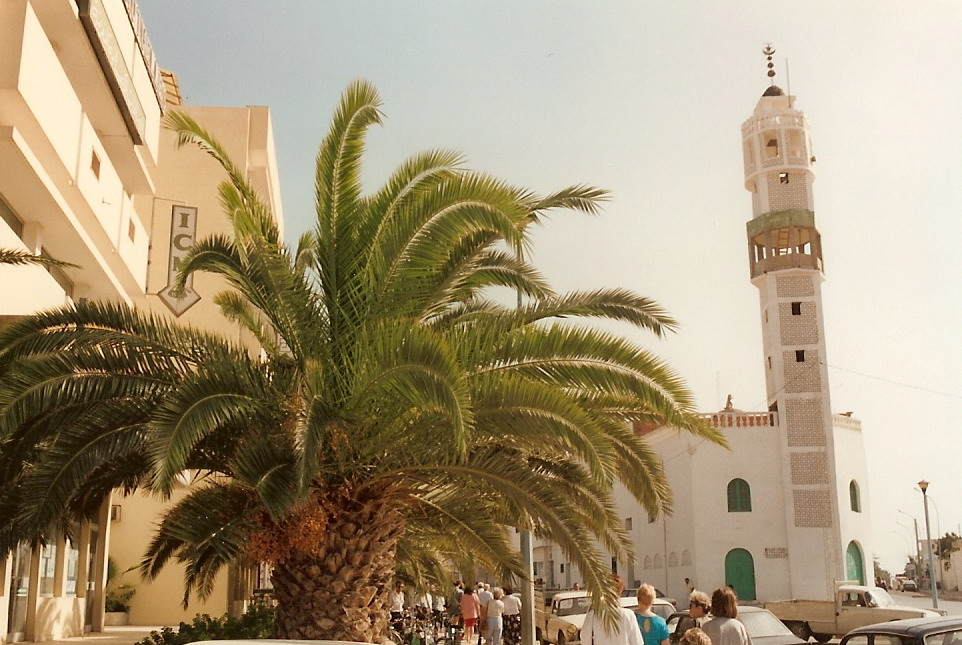
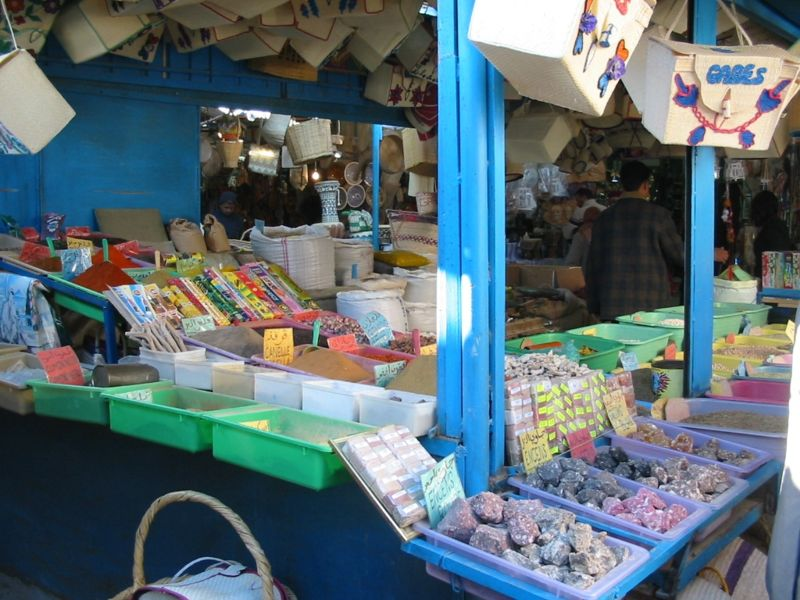